# Antonio Fogazzaro
Antonio Fogazzaro, né le 25 mars 1842 à Vicence en Vénétie et mort le 7 mars 1911 dans la même ville, est un poète et écrivain italien. L'un de ses romans, Petit Monde d'autrefois (Piccolo mondo antico), publié en 1895, est un classique de la littérature italienne, traduit dans de multiples langues.
Malombra fut adapté au cinéma par Carmine Gallone en 1917, puis Mario Soldati adapta Petit Monde d'autrefois sous le titre Le Mariage de minuit en 1941. Ce roman a donné son nom à une publication surréaliste roumaine animée par Ghérasim Luca.

## Œuvres
Ouvrages traduits en français
- Le Mystère du poète traduction par A.-M. Gladès, Perrin, 1893
- Daniel Cortis, traduction Paul Solanges, C. Lévy, 1896 lire en ligne sur Gallica
- Petit monde d'autrefois (1895)
- Petit monde d'aujourd'hui. Paris, Ollendorff, 1903. Traduction de Georges Hérelle[1]. Elle avait été publiée d'abord en feuilleton dans la Revue des Deux-Mondes à partir du 15 mai 1902.
- Le Saint, roman lié à la Crise moderniste (1905) lire en ligne sur Gallica
- Malombra, Éditions l'Age d'Homme, 2012
- Les Ascensions humaines : évolutionnisme et catholicisme, traduit par Robert Leger, Perrin, 1901 lire en ligne sur Gallica
- Poésie, traduites de l'italien par Lucienne Portier, Boivin, 1937 lire en ligne sur Gallica

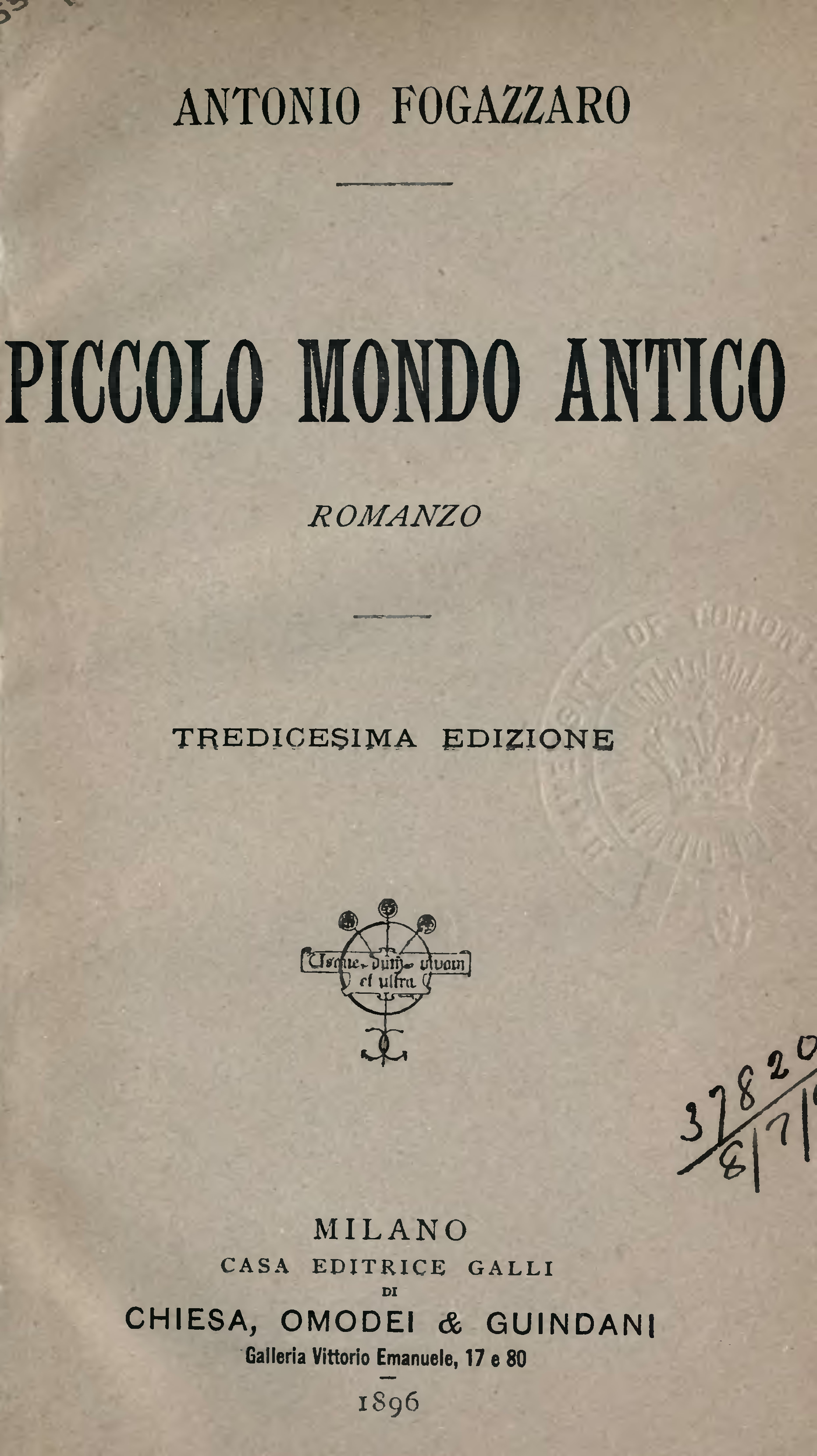
Piccolo mondo antico (13me edition, 1896)
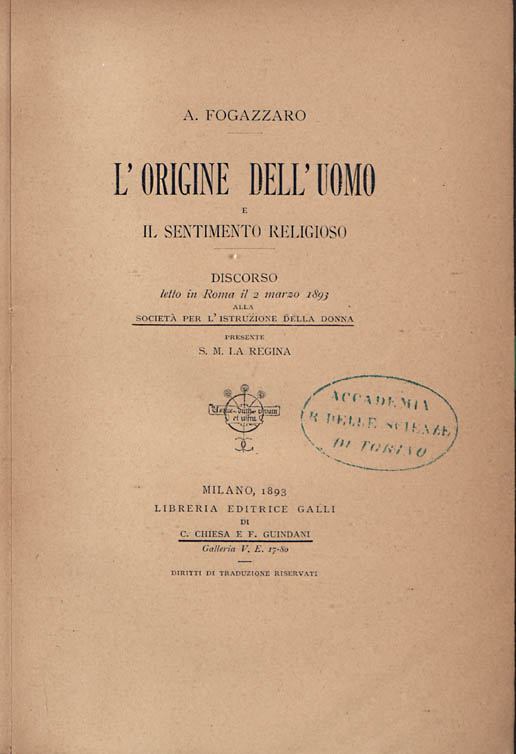
L'origine dell'uomo e il sentimento religioso (1893)